# مدرسة الملا مرشد
مدرسة الملا مرشد افتتحت عام 1926 و استمرت حتى عام 1956 لصاحبها الملا مرشد محمد بن سليمان، والمشهور بملا مرشد.

## معلومات عامة عن المدرسة
اقتصر منهجها عند افتتاحها على تدريس القرآن الكريم و اللغة العربية ، إلا أن مناهجها توسعت وتقسمت على أربع فصول رئيسية كالتالي:
- الصف الأول: مبادئ الحروف والنطق و العد والحفظ.
- الصف الثاني: القرآن الكريم والإملاء و المحفوظات.
- الصف الثالث: القرآن الكريم والحساب و التاريخ والتربية الوطنية.
- الصف الرابع: الخط والفقه و التوحيد واللغة العربية واللغة الإنجليزية ومسك الدفاتر والسيرة النبوية والتاريخ.

و ضمت المدرسة عدد من المعلمين منهم: الملا فهد الناصر، وعباس الهارون، وناصر الحوطي، وفهد الزيد، وعلي أمان (مدرس اللغة الإنجليزية)، و صالح العجيري، و إبراهيم الحوطي، وعبد الرحمن الرويح، وعبد الرحمن عبد المغني.

## رسوم المدرسة وخريجيها
كان الطلاب يدفعون رسوم شهرية تقدر روبيتين عن كل طالب ما عدا أبناء الفقراء حيث كان الدراسة مجانية لهم، وبلغ عدد الطلاب فيما بين عام 1945 و 1948 ما يقارب 500 طالب، وهي تضاهي بذلك عدد الطلاب في أكبر المدارس الحكومية في ذلك الوقت كالمدرسة المباركية و الأحمدية. و أشهر من درس فيها حكام الكويت الشيوخ جابر الأحمد الصباح و سعد العبد الله الصباح و صباح الأحمد الصباح.